# 阿道夫·凯特尔
朗贝尔·阿道夫·雅克·凯特尔（1796年2月22日—1874年2月17日），19世紀比利時的通才，他既是统计学家、社会学家，又是数学家和天文学家，被认为是近代人体测量学的奠基者。

## 生平
他從統計學角度出發看人，認為人的成長是會依從一套既定的法則。所以，我們可以透過統計數字，去推算一個人的發展。他發明了身高體重指数來推算一個人的健康狀況。亦寫過多本不同題目的書。

## 著作列表
- 《論人》（Sur l'homme，1835年）

## 外部連結
- 确立统计规律性思想的数学家——凯特勒